# Menia
 (décembre 2022).
Si vous disposez d'ouvrages ou d'articles de référence ou si vous connaissez des sites web de qualité traitant du thème abordé ici, merci de compléter l'article en donnant les références utiles à sa vérifiabilité et en les liant à la section « Notes et références ».
Menia (en kabyle Mni3) est un village de la commune algérienne d'Iferhounène, dans la wilaya de Tizi Ouzou (Kabylie, Algérie).
Les principales familles sont : 
- Idinarene (Idinarene et Dinar) ;
- Ath Talev P’Ouadda (Taleb et Talbi) ;
- Ath Talev Ufella (Tales) ;
- Ath Khelifa (Khelif  et  Khelifati) ;
- I3elouachene (Allouache,  Aliouachene et  Bouache) ;
- Izavachene (Zabache et Izabachene).

## Localisation
Menia est situé à 960 m d'altitude sur les hauteurs nord du massif du Djurdjura. Il se trouve à 5 km de la ville d'Iferhounene, à 13 km de la ville de Ain El Hammam (Ex-Michelet) et à 55 km au sud-est de Tizi Ouzou.
Il est limité par :
- au nord par les villages Boumessâoud et Aït Ouatas ;
- à l'est par le village Ikhedachene ;
- au sud par Bouaidel ;
- à l'ouest par les villages Iberbere et Taourirt Ali Ounacer.

## Toponymie
Menia, du kabyle Mniɛ (du verbe yas-mnaɛ qui veut dire sauver).
Selon les légendes locales, le nom de ce village remonterait à une histoire très ancienne, à une époque où régnait sur la région un homme richissime (Prince), cet homme avait une fille qui a été sauvée de la mort par un jeune homme brave. Le riche prince lui donna en guise de récompense pour sa bravoure une partie de ses terres. Le jeune homme s'y installa, mettant ainsi la première pierre qui donna naissance à ce village[réf. nécessaire].